# Reinier Jesus
 Reinier Jesus Carvalho (pronunciación en portugués: /ʁejniˈeʁ ʒezˈuʃ/; Brasilia, 19 de enero de 2002) es un futbolista brasileño que juega como centrocampista en el Atlético Mineiro del Campeonato Brasileño de Serie A.
Internacional con las categorías inferiores de Brasil, con la que logró la medalla de oro Olímpica en los Juegos Olímpicos de Tokio 2020, en 2022 fue uno de los 80 nominados al Golden Boy, premio al mejor futbolista del fútbol europeo menor de 21 años, y considerado como el Balón de Oro a los jugadores jóvenes del panorama internacional.

## Trayectoria

### Inicios en Brasil
Ingresó a las inferiores del Club de Regatas Vasco da Gama en 2011. Pasó por las academias del Botafogo de Futebol e Regatas y del Fluminense Football Club antes de llegar al Clube de Regatas do Flamengo en 2017. Con las inferiores del club se proclamó campeón de la Copa Brasileña sub-17 de 2018, marcando los goles que aseguraron el título para Flamengo.
Debutó con el primer equipo del Flamengo el 31 de julio de 2019 ante el Club Sport Emelec en la Copa Libertadores. Debutó en el Brasileirão el 4 de agosto contra el Esporte Clube Bahia, y marcó su primer tanto a nivel profesional el 7 de septiembre de 2019 en el partido contra el Avaí Futebol Clube en la 18.ª jornada del Campeonato Brasileño. Un gol muy parecido a otro anotado en su etapa formativa.
Su talento y buena campaña en el club lo llevó a llamar la atención de los clubes europeos, por lo que renovó su contrato con el club el 9 de noviembre hasta el año 2024 y redujo su cláusula de rescisión, días antes de la final de la Copa Libertadores frente al Club Atlético River Plate, vigente campeón. Disputada el día 23, su club se proclamó campeón de la competición por segunda vez en su historia y él se convirtió en uno de los jugadores más jóvenes en poseer el título. Fue el primer título continental de los brasileños tras 38 años. Un día después se proclamó campeón del Campeonato Brasileño merced a la derrota del Sociedade Esportiva Palmeiras, entonces segundo clasificado, y que dio automáticamente el título a los cariocas a falta de 4 jornadas para la conclusión.
El título continental le dio acceso a disputar la Copa Mundial de Clubes en Catar por primera vez en su historia. Su equipo venció en las semifinales al Al-Hilal Saudi Football Club por 3-1 y se enfrentó al Liverpool Football Club, campeón de Europa, en la final. Disputada el 21 de diciembre en el Estadio Internacional Khalifa de Doha el partido se decidió en la prórroga tras un empate a cero al final de los 90 minutos reglamentarios cayeron en el tiempo extra con un solitario gol de Roberto Firmino para los ingleses.
La reducción en su cláusula, en previsión a una posible partida a Europa, puso su nombre en varios de los mejores clubes del Viejo Continente. Entre los rumores sobre su posible destino, el del Real Madrid Club de Fútbol, donde fue el que cobró más realismo y se especuló con su llegada en enero de 2020, fecha en la que el jugador cumple la edad necesaria según la FIFA para que los clubes puedan realizar traspasos a nivel internacional. Finalmente y mientras estaba concentrado con la selección olímpica brasileña el jugador firmó un contrato hasta 2026 con el club y el jugador siguió así los pasos de su compatriota Vinícius Júnior, quien dos años antes recaló en el club español.

### Cesiones por Europa
Tras oficializarse su fichaje por el Real Madrid C. F., fue utilizado por el filial del club madridista, en febrero de 2020, se incorporó a las órdenes de Raúl González Blanco una vez finalizado el preolímpico de Colombia con la selección brasileña y tras ser presentado como nuevo jugador del club en el estadio Santiago Bernabéu el día 18.
Debutó el 22 de febrero en la victoria por 2-0 frente a la Unión Deportiva San Sebastián de los Reyes y dio la asistencia del primer gol del encuentro.
Tras apenas haber jugado tres partidos como consecuencia de la suspensión de la competición debido a la pandemia de enfermedad por coronavirus, el 19 de agosto se hizo oficial su cesión al Borussia Dortmund por dos temporadas. El 27 de febrero de 2021, marcó su primer gol con el Borussia Dortmund en la victoria en casa por 3-0 contra el Arminia Bielefeld.
En el conjunto alemán partió como suplente y apenas disfrutó de minutos en el comienzo de la temporada, lo que provocó el malestar del conjunto madrileño, confiante de que el jugador dispusiera de minutos con los que progresar. Ante la situación, el club de Dortmund a través de su director deportivo aclaró la situación, manifestando que su poco protagonismo se debió a la situación vivida la temporada anterior con la paralización de las competiciones —con especial repercusión en Reinier al no llevar ritmo competitivo desde marzo—, y que aún debe recuperar el estado físico idóneo y a la altura de sus compañeros. La situación sin embargo suscitó que otros clubes preguntaran por la posibilidad de incorporar al jugador para darle más minutos, como el caso del Sevilla Fútbol Club, al no ser convocado para los últimos encuentros disputados por los teutones. Fue el preludio al positivo por coronavirus que le mantuvo alejado de los terrenos en torno a dos semanas.
Dejó el Borussia Dortmund, donde disputó 39 partidos en dos temporadas, con un gol y una asistencia.
El 19 de agosto de 2022, firma por el Girona FC de la Primera División de España para disputar la temporada 2022-23. El debut de Reinier con el Girona no se hizo esperar. El 22 de agosto de 2022, apenas unos días después de su presentación, el brasileño saltó al campo en el empate 1-1 contra el Getafe, en la segunda jornada de LaLiga. El primer gol de Reinier con el Girona llegó en un momento clave y demostró su capacidad de decisión. El 18 de septiembre de 2022, marcó en un partido contra el Real Valladolid, contribuyendo a la victoria por 2-1.
A pesar de algunos destellos de talento, la carrera de Reinier en el Girona ha sido intermitente debido a las lesiones, que le han impedido mantener un rendimiento más consistente. Al final de la temporada 2022/2023, sus números reflejaban esta interrupción: Partidos: 18 partidos (entre LaLiga y Copa del Rey); Goles: 2; Asistencias: 1.
El 1 de septiembre de 2023, firma por el Frosinone Calcio, recién ascendido a la Serie A de Italia, cedido por parte del Real Madrid Club de Fútbol sin opción de compra. Hizo su debut con gol el 8 de octubre de 2023 en la victoria por 2-1 sobre el Hellas Verona.
El jugador terminó su etapa con 23 apariciones y tres goles y dos asistencias, pero no fue fichado por el club.
El 30 de agosto de 2024, Reinier fue anunciado oficialmente como nueva incorporación, en régimen de préstamo, al Granada, en España. El debut de Reinier con el Granada se produjo el 4 de septiembre de 2024, en la cuarta jornada de la Segunda División española. Entró en el partido contra el Deportivo de La Coruña, que terminó con un empate 1-1. Este partido marcó el inicio de su trayectoria en el club.
La cesión de Reinier al Granada no fue renovada. El club español lo anunció en sus redes sociales. Allí, jugó 25 partidos, dio cuatro asistencias y marcó solo un gol.

### Mineiro
El 8 de agosto de 2025, el Mineiro anunció el fichaje de Reinier, procedente del Real Madrid. El jugador firmó con el club hasta diciembre de 2029 y vestirá la camiseta con el número 18. En las negociaciones, el Atlético Mineiro adquirió el 50% de los derechos económicos del jugador. El 50% restante permanecerá en el Real Madrid. El 14 de agosto de 2025, Reinier debutó con Galo. Ingresó en la recta final del duelo en la Arena MRV, pero asistió a Hulk para que anotara y le diera la vuelta al partido. En la victoria del Mineiro por 2-1 ante Godoy Cruz, en la ida de los octavos de final de la Sudamericana.

## Selección nacional
Reinier fue citado para jugar el Campeonato Sudamericano Sub-15 de 2017. Fue titular en los encuentros ante Ecuador y Venezuela, anotó en ambos encuentros.
El 7 de marzo de 2018, el entrenador de la selección sub-17 de Brasil Paulo Gomes citó al jugador para el Torneo Montaigu en Francia. Fue el capitán en el Campeonato Sudamericano de Fútbol Sub-17 de 2019 en Perú, donde jugó todos los encuentros.
En enero de 2020 fue seleccionado con el combinado sub-23 para disputar el preolímpico de Colombia para la clasificación a los Juegos Olímpicos de Tokio 2020. En él disputó tres encuentros en los que anotó un gol y su equipo se clasificó para la fase final de los cuatro mejores para disputar una plaza a los Juegos Olímpicos.

## Estilo de juego
Es un jugador diestro dotado de una gran habilidad en el regate y una excelente velocidad, buen anotador en el área y un buen asistidor un clásico 10 brasileño puede jugar de volante ofensivo, él mismo se compara con Paquetá o Kaká. Su ídolo de infancia es el francés Zinedine Zidane.

## Estadísticas

### Clubes
Actualizado al último partido jugado el 26 de enero de 2025.
| Club                                | Div.          | Temporada     | Liga  | Liga  | Liga   | Copas nacionales | Copas nacionales | Copas nacionales | Copas internacionales | Copas internacionales | Copas internacionales | Total | Total | Total  |
| Club                                | Div.          | Temporada     | Part. | Goles | Asist. | Part.            | Goles            | Asist.           | Part.                 | Goles                 | Asist.                | Part. | Goles | Asist. |
| ----------------------------------- | ------------- | ------------- | ----- | ----- | ------ | ---------------- | ---------------- | ---------------- | --------------------- | --------------------- | --------------------- | ----- | ----- | ------ |
| C. R. Flamengo · Brasil             | 1.ª           | 2019          | 14    | 6     | 2      | 0                | 0                | 0                | 1                     | 0                     | 0                     | 15    | 6     | 2      |
| C. R. Flamengo · Brasil             | Total club    | Total club    | 14    | 6     | 2      | 0                | 0                | 0                | 1                     | 0                     | 0                     | 15    | 6     | 2      |
| Real Madrid Castilla C. F. · España | 2.ª B         | 2019-20       | 3     | 2     | 0      | —                | —                | —                | —                     | —                     | —                     | 3     | 2     | 0      |
| Real Madrid Castilla C. F. · España | Total club    | Total club    | 3     | 2     | 0      | 0                | 0                | 0                | 0                     | 0                     | 0                     | 3     | 2     | 0      |
| Borussia Dortmund · Alemania        | 1.ª           | 2020-21       | 14    | 1     | 1      | 3                | 0                | 0                | 2                     | 0                     | 0                     | 19    | 1     | 1      |
| Borussia Dortmund · Alemania        | 1.ª           | 2021-22       | 13    | 0     | 0      | 2                | 0                | 0                | 5                     | 0                     | 0                     | 20    | 0     | 0      |
| Borussia Dortmund · Alemania        | Total club    | Total club    | 27    | 1     | 1      | 5                | 0                | 0                | 7                     | 0                     | 0                     | 39    | 1     | 1      |
| Girona F. C. · España               | 1.ª           | 2022-23       | 18    | 2     | 1      | 0                | 0                | 0                | —                     | —                     | —                     | 18    | 2     | 1      |
| Girona F. C. · España               | Total club    | Total club    | 18    | 2     | 1      | 0                | 0                | 0                | 0                     | 0                     | 0                     | 18    | 2     | 1      |
| Frosinone Calcio · Italia           | 1.ª           | 2023-24       | 22    | 2     | 2      | 1                | 1                | 0                | —                     | —                     | —                     | 23    | 3     | 2      |
| Frosinone Calcio · Italia           | Total club    | Total club    | 22    | 2     | 2      | 1                | 1                | 0                | 0                     | 0                     | 0                     | 23    | 3     | 2      |
| Granada C. F. · España              | 2.ª           | 2024-25       | 20    | 1     | 4      | 1                | 0                | 0                | —                     | —                     | —                     | 21    | 1     | 4      |
| Granada C. F. · España              | Total club    | Total club    | 20    | 1     | 4      | 1                | 0                | 0                | 0                     | 0                     | 0                     | 21    | 1     | 4      |
| Total carrera                       | Total carrera | Total carrera | 104   | 14    | 10     | 7                | 1                | 0                | 8                     | 0                     | 0                     | 119   | 15    | 10     |
| 1. 2. 3.                            |               |               |       |       |        |                  |                  |                  |                       |                       |                       |       |       |        |

## Palmarés

### Torneos nacionales
| Título               | Club           | Año  |
| -------------------- | -------------- | ---- |
| Copa (sub-17)        | C. R. Flamengo | 2018 |
|                      |                |      |
| Campeonato Brasileño | C. R. Flamengo | 2019 |
| Copa                 | B. V. Borussia | 2021 |

### Torneos internacionales
Incluida la selección.
| Título            | Equipo *        | Año  |
| ----------------- | --------------- | ---- |
| Oro Olímpico      | Brasil (sub-23) | 2020 |
|                   |                 |      |
| Copa Libertadores | C. R. Flamengo  | 2019 |